# Liechtenstein i olympiska sommarspelen 1964
Liechtenstein deltog med 2 deltagare vid de olympiska sommarspelen 1964 i Tokyo. Ingen av landets deltagare erövrade någon medalj.